# Hazlov (zámek)
Hazlov je zřícenina hradu přestavěného na zámek v centru stejnojmenné obce v okrese Cheb, v kraji Karlovarském. Od roku 1996 je chráněn jako kulturní památka ČR.

## Historie

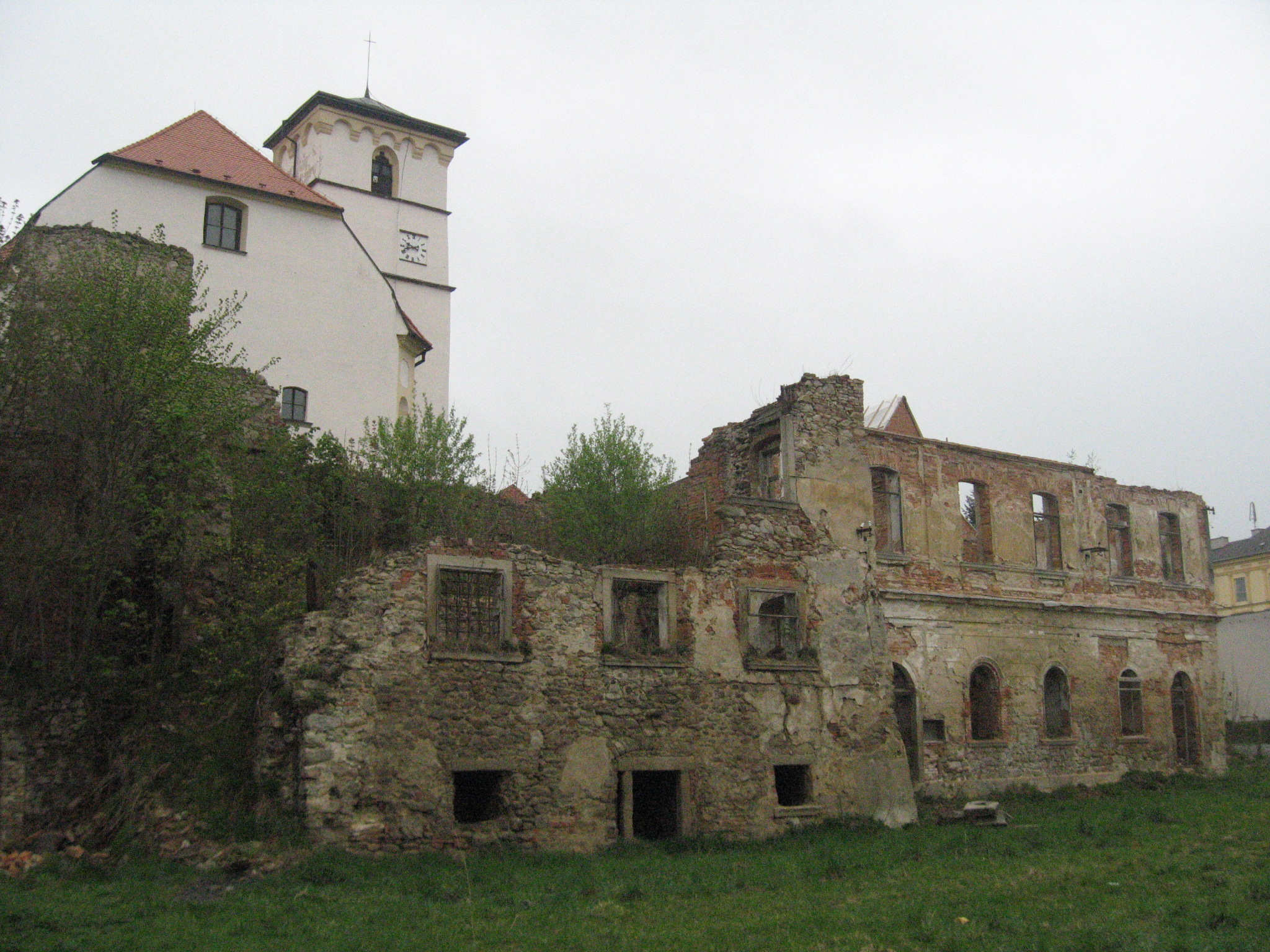
Zámek v roce 2011

Hrad Hazlov byl založen pravděpodobně Bedřichem z Hazlova někdy na počátku 13. století. Jeho existence je prvně datována v roce 1224. Páni z Hazlova drželi hrad i okolní vísky až do 15. století. Ve 14. století byl původně románský hrad goticky přestavěn. Hazlov byl v roce 1401 odkoupen Mikulášem Jurem z Chebu. V roce 1450 získávají hrad Landwüstové, kteří ho patrně po druhé upravují, a dostavují některé budovy. Po nich hrad odkupuje Jan Maléřík. Jeho potomci vlastní sídlo až do poloviny 16. století. V roce 1579 ho získává Václav Volf z Kocova, kteří držel hrad až do roku 1628. Zapsal se výrazně do podoby zámku, který získal podobu honosného renesančního zámku. Poté se vystřídalo několik majitelů, krátkou dobu Nosticové. Roku 1682 jej získali Moserové, kteří svůj vliv zde uplatňovali až do 19. století. Moserové vyzdvihli Hazlov z krize, hrad značně rozšířili, přeměnili ho na zámek a koncem 17.  století přistavěli kostel. Posledními majiteli byli Hemfeldové, kteří hrad vlastnili až do roku 1945.
Po celou dobu existence, až do 20. století byl hrad neustále využíván svými majiteli jako sídlo, proto zůstával v dobrém stavu. Ve 20. století, po skončení druhé světové války, byl hrad nevyužívaný, začal podléhat zubu času a rozpadat se. V 60.   letech 20. století byla zbořena velká část jižní strany hradu a v 70. letech na něj byl vydán demoliční výměr (který je stále platný). Nakonec však ke stržení paláce nedošlo (jelikož se údajně jedná o památku), a hrad byl ponechán dále bez využití.
Obci se podařilo zachránit barokní kostel Povýšení svatého Kříže s románskou věží, který vybudován za vlády Moserů kolem roku 1687 na základech starší stavby, zřejmě z 12. nebo 13. století. Na opravy hradu však tehdy stále nezbývaly finance. Na hradě nikdy neproběhl archeologický výzkum.
V roce 2010, po několikaletém hledání investorů, se obci podařilo získat peníze na částečné opravy. V druhé polovině téhož roku se začalo se stavbou střechy.
V letech 2017–2018 byla dostavěna a zastřešena schodišťová věž, poté následovala oprava druhé schodišťové věže a obnova nejzachovalejší části zámku. Po opravě slouží jako sídlo obecního úřadu a kulturní a společenské centrum.

## Stavební podoba
V částečně destruované struktuře zámku je obtížné rozlišit nejstarší stavební prvky přináležející původním etapám hradu. Díky radikálním přestavbám zmizely mnohé konstrukce, další byly využity pro potřebu zámeckých obydlí. Nejstarší románské jádro hradu je v suterénu rozbořeného západního zámeckého křídla a v přízemním zdivu kostelní věže. Ostatní hradní konstrukce spadají až do období vrcholné či pozdní gotiky. Dle poznání ministeriálních hradů na Chebsku je možné vytvořit rámcovou představu o podobě někdejšího opevněného sídla. Nevýrazná ostrožna spadá do údolí Hazlovského potoka. Zajímavá je otázka existence prvotního kostela postaveného v centru hradního areálu. Je možné, že tato stavba patřila v samých počátcích spíše k sídelnímu dvorci, se kterým byla propojena, a až později se mohla stát součástí hradu. Předpokládá se, že vstupní brány byly někde v blízkosti kostelní věže, která by ji zároveň střežila. Lze předpokládat, že před branou existoval příkop, zaniklý při přestavbě hradu na zámek. Na západní straně stával románský palác, vzniklý srůstem dvou odlišných půdorysných částí, později v gotice značně přestavěný. K paláci byl následně na jihovýchodní straně přistavěn přístavek, který umožňoval propojení s nádvořím i západním palácem po zrušení staršího románského vstupu do paláce. Na jižní straně stála obytná budova. Předpokládá se, že předhradí bylo v místě dnešního parku. Přístupy do někdejšího hradu se v průběhu času měnily v závislosti na přestavbách a účelu využití hradních prostor. Jádro hradu mohlo být v počátcích přístupné branou střeženou hranolovou věží. Vzhledem k tomu, že horní nádvoří bylo později využíváno jako hřbitov při hradním kostele. Přeměna hradního nádvoří na hřbitov je v historii českých hradů událost dosti ojedinělá, ale pochopitelná a dolní jižní dvůr hradu se tehdy stal novým nádvořím.